# Diversidad sexual en Timor Oriental
Las personas lesbianas, gays, bisexuales y transgénero (LGBT) en Timor Oriental enfrentan desafíos legales que no experimentan los residentes no LGBT. La actividad sexual entre hombres y mujeres del mismo sexo es legal en Timor Oriental, pero las parejas del mismo sexo y los hogares encabezados por parejas del mismo sexo no son elegibles para las mismas protecciones legales disponibles para las parejas casadas del sexo opuesto.
Timor Oriental y Filipinas se consideran líderes en derechos humanos, incluidos los derechos LGBT en el sudeste asiático, aunque todavía no se han promulgado protecciones legales para los ciudadanos LGBT. En 2011, el país firmó la "Declaración sobre orientación sexual e identidad de género" en las Naciones Unidas, condenando la violencia y la discriminación contra las personas LGBT. En julio de 2017, solo 15 años después de la independencia, se llevó a cabo la primera Marcha del Orgullo LGBT de Dili, siendo la pionera de este tipo de la nación y que además contó con el apoyo del gobierno timorense. Entre los participantes de la marcha del orgullo se encontraban ciudadanos LGBT, monjas, ministros religiosos, miembros de tribus, estudiantes y funcionarios gubernamentales. El evento se ha celebrado anualmente desde entonces.

## Legalidad de actividad sexual entre personas del mismo sexo
La actividad sexual entre personas del mismo sexo ha sido legal desde 1975. La edad de consentimiento es 14 años, independientemente de la orientación sexual o el género.

## Reconocimiento de las relaciones entre personas del mismo sexo
No existe un reconocimiento legal de las uniones del mismo sexo en Timor Oriental.

## Protecciones contra la discriminación
No existe protección legal basada en la orientación sexual o identidad de género. Había una cláusula contra la discriminación basada en la orientación sexual incluida en el borrador original de la Constitución timorense, pero fue rechazada por 52 de los 88 diputados antes de que la Constitución entrara en vigor en 2002.
Sin embargo, desde 2009, el sesgo basado en la orientación sexual se considera una circunstancia agravante en el caso de delitos (junto con la etnia, el género, la religión, la discapacidad, etc.).
En abril de 2019, el ministro timorense de Reforma Legislativa y Asuntos Parlamentarios pidió el fin de la discriminación contra las personas LGBT y dijo: "Las leyes bárbaras y el trato discriminatorio de los grupos marginados tienen que terminar". Además, en respuesta a las denuncias realizadas en el Parlamento Nacional por dos parlamentarios, anunció que solicitaría una investigación oficial sobre las denuncias de malos tratos a pacientes discapacitados y LGBT en el hospital nacional de Dili.

## Condiciones de vida
La Iglesia católica tiene una fuerte influencia en el país y fue la principal opositora a la cláusula constitucional para proteger a las personas LGBT de la discriminación. En 2002, cuando se discutió la cláusula en el Parlamento, un destacado político cristiano argumentó que no había personas homosexuales en Timor Oriental y llamó a la homosexualidad una "enfermedad". Sin embargo, en los últimos años, muchas personas LGBT también han encontrado apoyo dentro de la Iglesia Católica. Si bien la Iglesia no ha tomado una postura oficial en apoyo de los derechos LGBT, muchas congregaciones se han involucrado para apoyar a la comunidad. Una monja católica se ofreció como voluntaria para oficiar la marcha del orgullo gay de 2017 con una oración.
La discriminación y la violencia por parte de los miembros de la familia y la sociedad en general continúan afectando a las personas LGBT. Una encuesta de 2017 de 57 mujeres lesbianas, bisexuales y transgénero jóvenes, coescrita por la activista Bella Galhos, encontró que el 86 % de las encuestadas había experimentado violencia física y psicológica, incluida violencia doméstica, matrimonios forzados e intentos de miembros de la familia de cambiar su orientación sexual o identidad de género.